# Jaime Yzaga
Jaime Yzaga Tori (* 23. října 1967 Lima) je bývalý peruánský tenista, který hrál profesionálně v letech 1984–1997.
V juniorské kategorii vyhrál dvouhru na French Open 1985 a čtyřhru ve Wimbledonu 1985 spolu s Mexičanem Agustínem Morenem, byl semifinalistou juniorské dvouhry na US Open 1984 a Wimbledonu 1985, stal se držitelem Ceny ATP pro největší objev roku 1985.
Mezi seniory vyhrál osm turnajů Asociace tenisových profesionálů, jeho nejlepším žebříčkovým postavením bylo 18. místo ve dvouhře a 95. místo ve čtyřhře. Na grandslamových turnajích bylo jeho největším úspěchem čtvrtfinále Australian Open 1991 a Wimbledonu 1994.
Startoval na olympijských hrách 1992, kde v prvním kole porazil Inda Leandra Paese a ve druhém prohrál s Američanem Pete Samprasem.
Za daviscupový tým Peru odehrál 68 zápasů, z toho 41 vítězných. Po ukončení kariéry byl jeho nehrajícím kapitánem a v roce 2008 dovedl Peruánce poprvé v historii k účasti ve Světové skupině.
S výškou 170 cm patřil k nejmenším hráčům světové tenisové špičky, po něm až Diego Schwartzman dokázal s touto nevýhodou postoupit do grandslamového čtvrtfinále.

## Turnajová vítězství
| Č. | Rok  | Turnaj      | Povrch       | Finálový soupeř    | Výsledek           |
| -- | ---- | ----------- | ------------ | ------------------ | ------------------ |
| 1. | 1987 | São Paulo   | Antuka       | Luiz Mattar        | 6-2, 4-6, 6-2      |
| 2. | 1987 | Schenectady | Tvrdý        | Jim Pugh           | 0-6, 7-6 a 6-1     |
| 3. | 1988 | Itaparica   | Antuka       | Javier Frana       | 7-6, 6-2           |
| 4. | 1991 | Charlotte   | Antuka       | Jimmy Arias        | 6-3, 7-5           |
| 5. | 1992 | Auckland    | Antuka       | MaliVai Washington | 7-6 (6), 6-4       |
| 6. | 1992 | Tampa       | Tvrdý        | MaliVai Washington | 3-6, 6-4, 6-1      |
| 7. | 1993 | Sydney      | Tvrdý (hala) | Petr Korda         | 6-4, 4-6, 7-6, 7-6 |
| 8. | 1993 | Tampa       | Tvrdý        | Richard Fromberg   | 6-4, 6-2           |